# Birkenhof (Radebeul)
Der Birkenhof, ein Villenanwesen auf einem ehemaligen Weinbergsgrundstück in der Oberlößnitz, liegt in der Spitzhausstraße 28 der sächsischen Stadt Radebeul, nur durch eine Straßenkurve vom Spitzhaus getrennt. Das 1910 entstandene Gebäude sowie das Anwesen wurden in den 1920er Jahren durch den Chemnitzer Architekten und Baurat Friedrich Wagner-Poltrock umfassend umgestaltet.

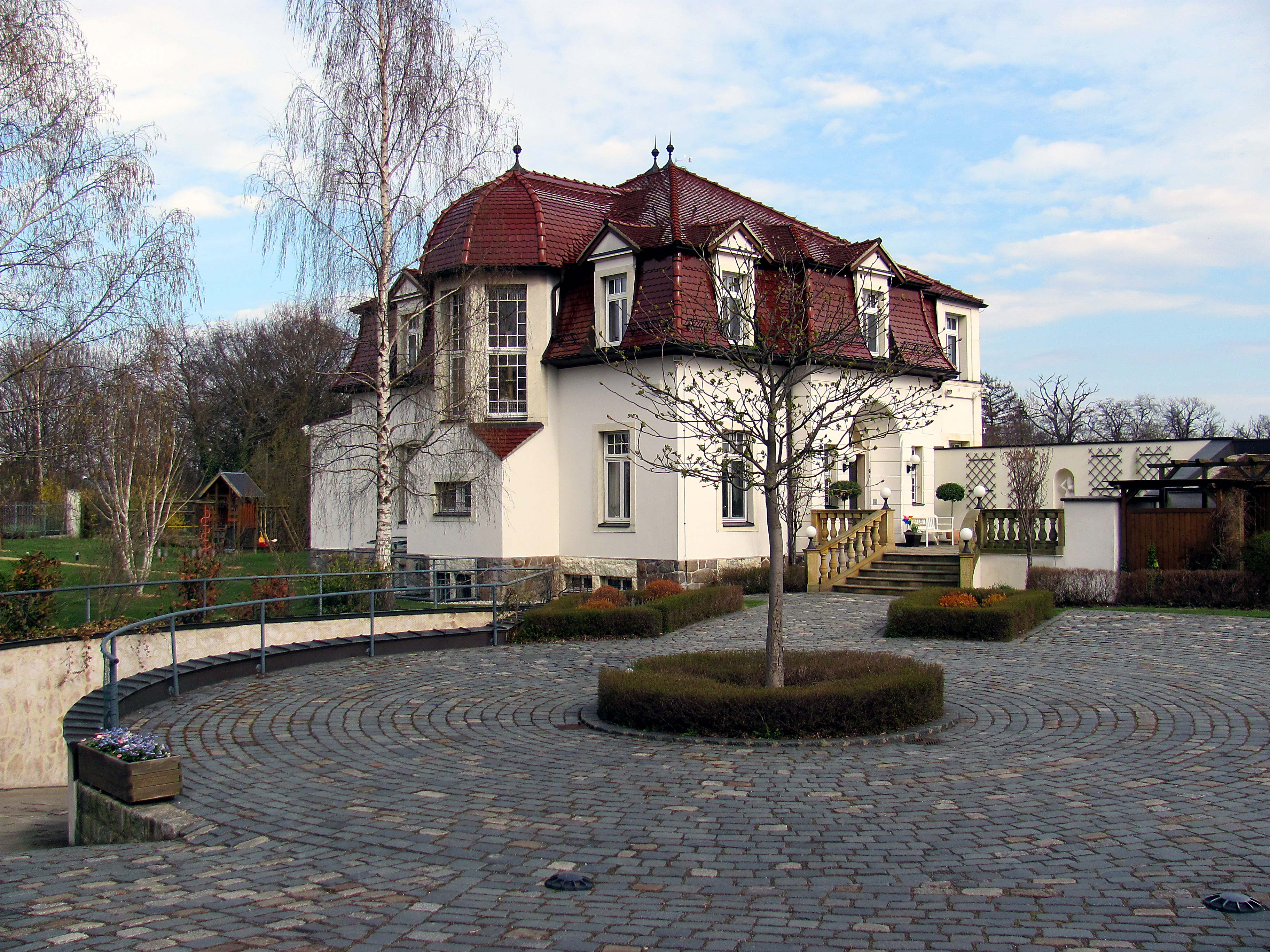
Birkenhof

## Beschreibung

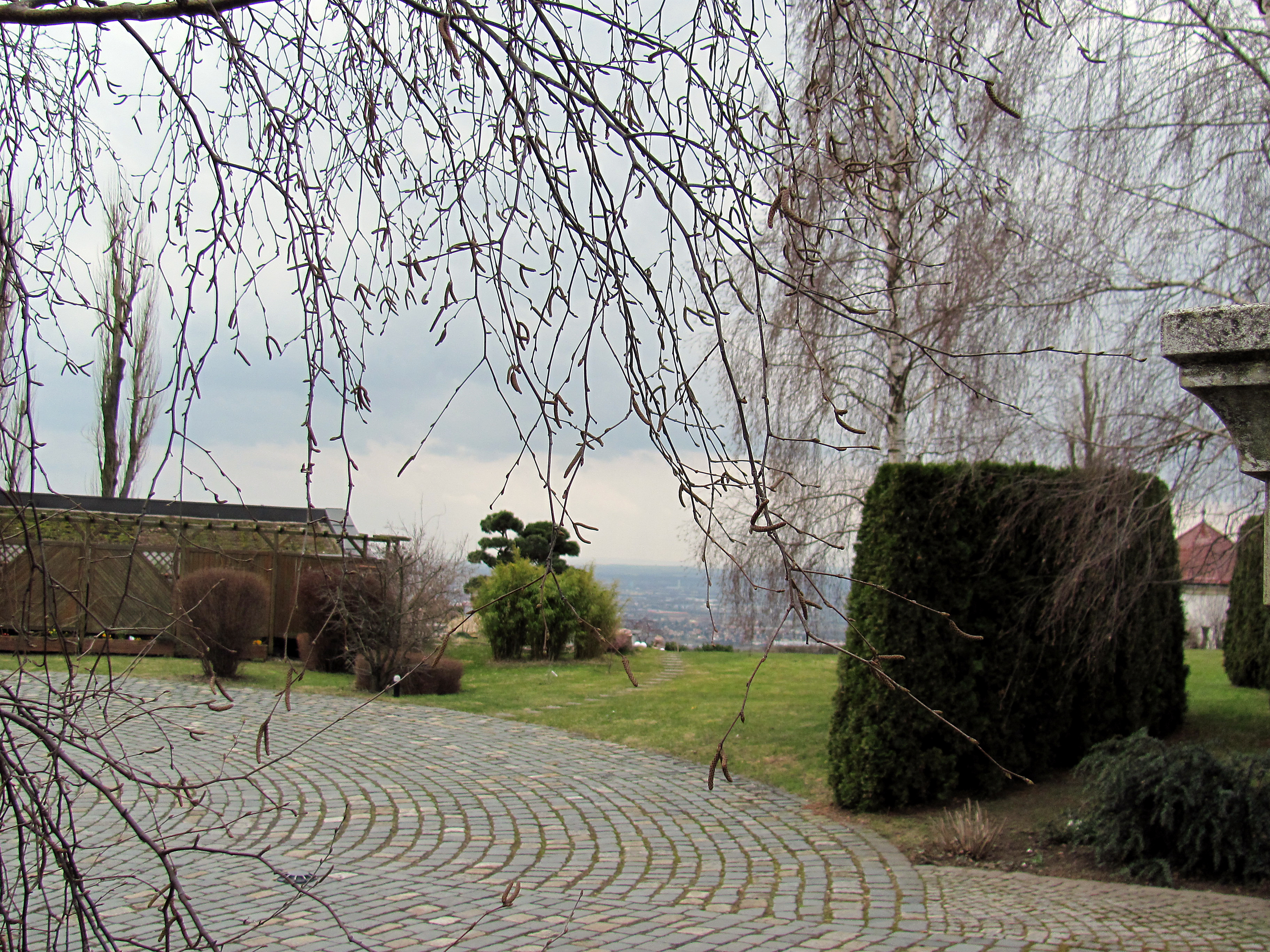
Garten des Birkenhofs

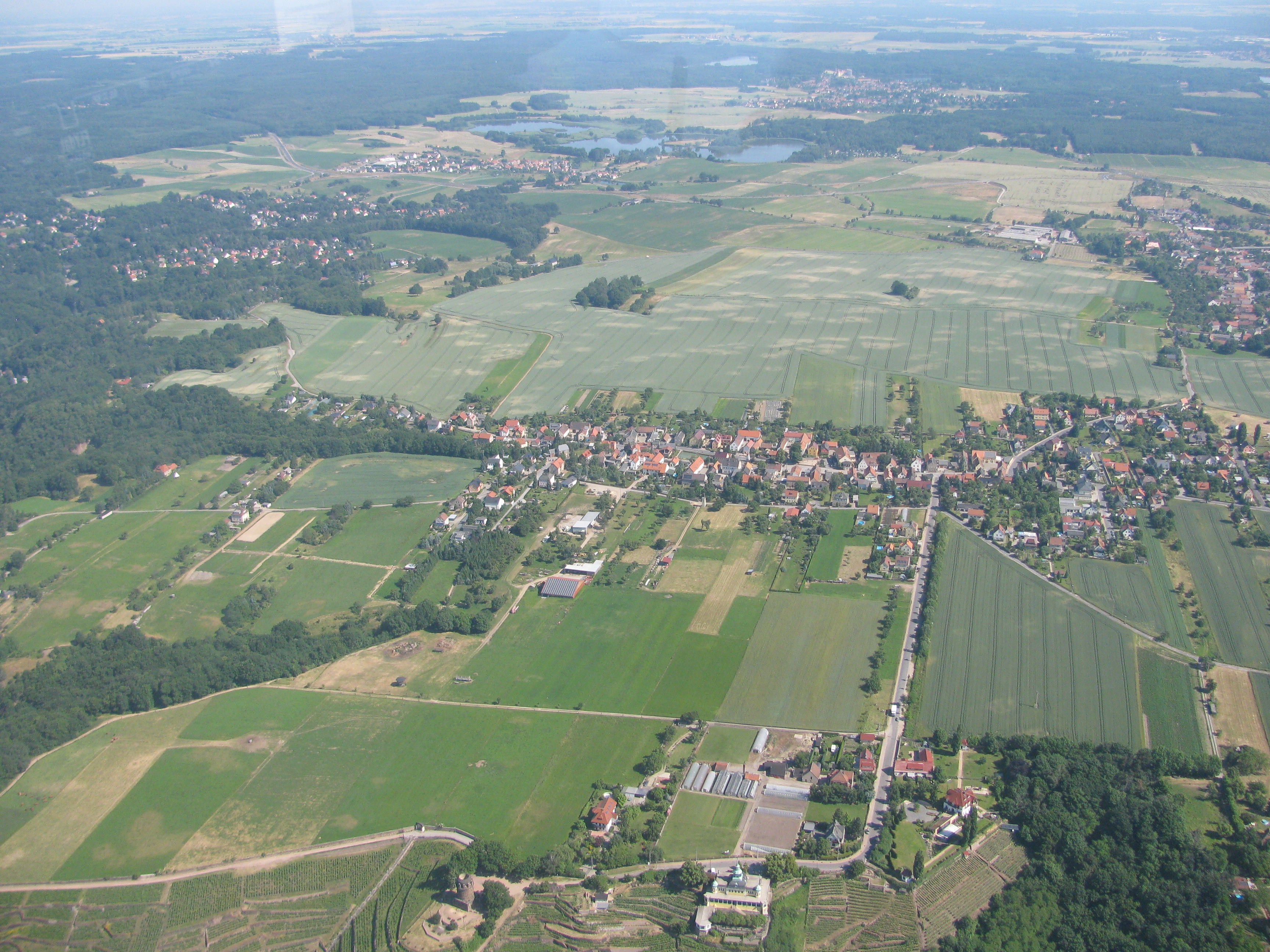
Unten mittig: Bismarckturm (links) und Spitzhaus, rechts hinter der Kurve der Spitzhausstraße, die dort nach Wahnsdorf führt: der Birkenhof

Das denkmalgeschützte Ensemble besteht aus „Villa mit zwei Gartenpavillons, Einfriedung mit Toranlage, dazu Weinberg (mit Terrassierung und Reste originaler Wegeführung) und Villengarten (Gartendenkmal, mit Gartenarchitektur wie Brunnen und Pflanzkübeln sowie Bassin in seitlichem Taleinschnitt)“.
Die zweigeschossige Villa Birkenhof liegt in einem großen Gartendenkmal, das als denkmalpflegerische Nebenanlage denkmalgeschützt ist. Die Villa selbst ist ein barockisierender, in Teilen unregelmäßig gestalteter Putzbau mit einem ausgebauten Mansarddach. In der Eingangsansicht steht ein Risalit mit einem großen, rundbogigen Eingangsportal. In der linken Seitenansicht steht ein polygonaler Treppenturmvorbau, in der rechten Seitenansicht ein halbrunder Söller. Auf der Rückseite nach Osten befindet sich eine halbrunde Veranda.
Die Fabrikantenvilla steht auf einem Natursteinsockel und hat ein glasiertes Ziegeldach. Die Fassadenflächen sind zum Teil genutet, einige der Fenster werden durch Sandsteingewände eingefasst. Das Innere wurde durch Wagner-Poltrock 1928 im Stil des Art déco umgestaltet.
Auch die Gartenanlage, von der heute noch Teile der originalen Wegeführung vorhanden sind, wurde 1928 unter Einbeziehung älterer Weinbergsmauern barockisierend umgestaltet. Bereits 1921 hatte die Besitzerin Frau Direktor Klapp den Bau eines Teehäuschens an der südlichen Umgrenzungsmauer beantragt. Nach einem Entwurf von Wagner-Poltrock entstand dort am Hang bis 1925 ein barockisierender achteckiger Pavillon mit einer hohen achtseitigen Ziegelkuppel. Die Decke im Inneren ist als ellipsoide Mulde ausgeführt. An der nördlichen Grundstücksecke entstand ebenfalls ein barockisierender, jedoch rechteckiger Pavillon mit einem konvexen Dach, der zum Garten ein Rundbogenportal und einen die Traufe unterbrechenden Dreiecksgiebel aufweist.
Ein Brunnen, bestehend aus einer Wasserschale und einem davorstehenden, sich nach unten verjüngenden Pfeiler, sowie ein Wasserbassin im seitlichen Taleinschnitt und Pflanzkübel vervollständigen die barockisierende Gartenanlage.
Die in den 1960er und 1970er Jahren aufgestellten Baracken zur Nutzung als Ferienheim sind inzwischen wieder abgeräumt, während in den späten 1990er Jahren „allzu aufwendige Wiederherstellungsarbeiten“ stattfanden.

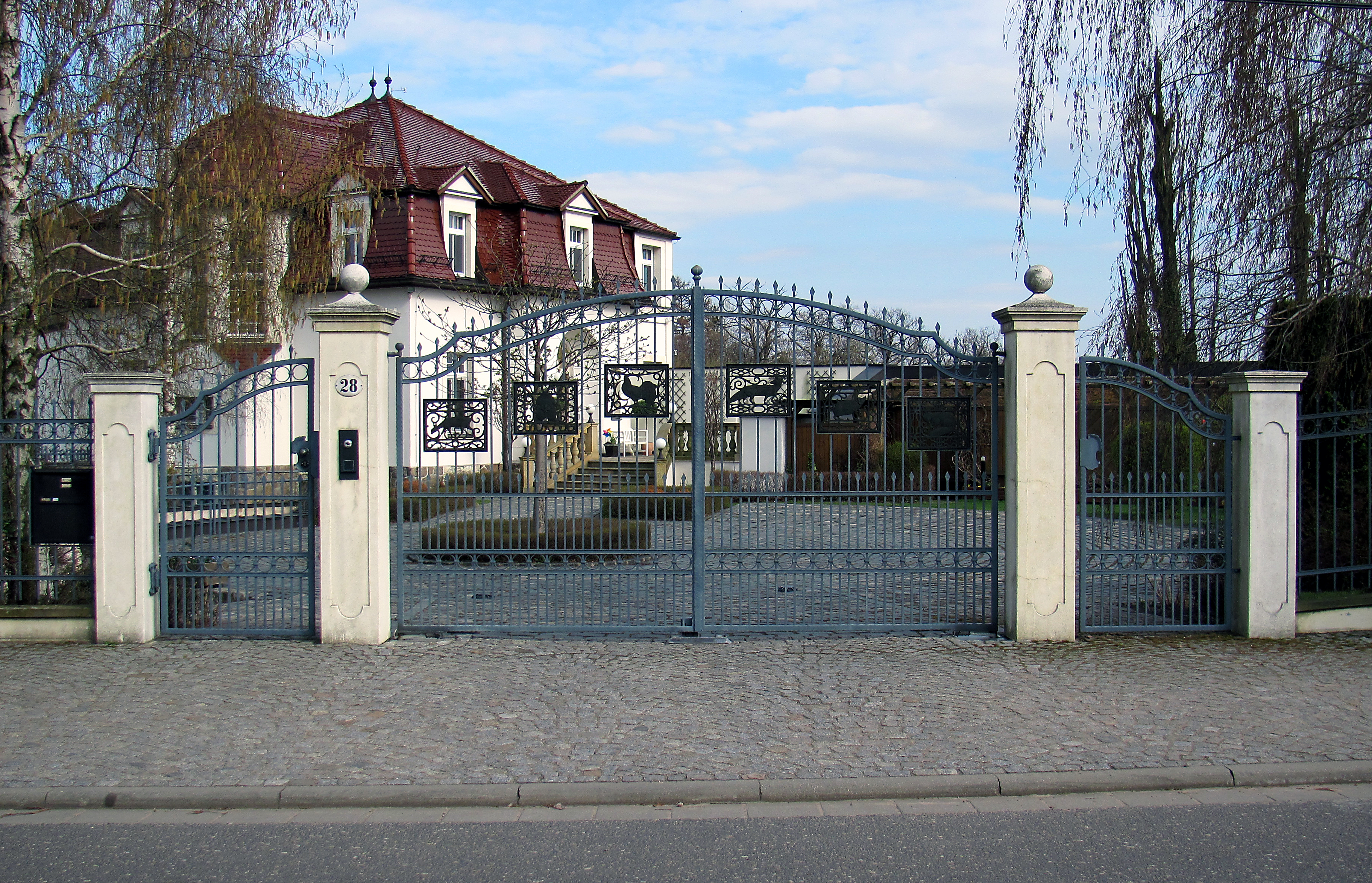
Toreinfahrt
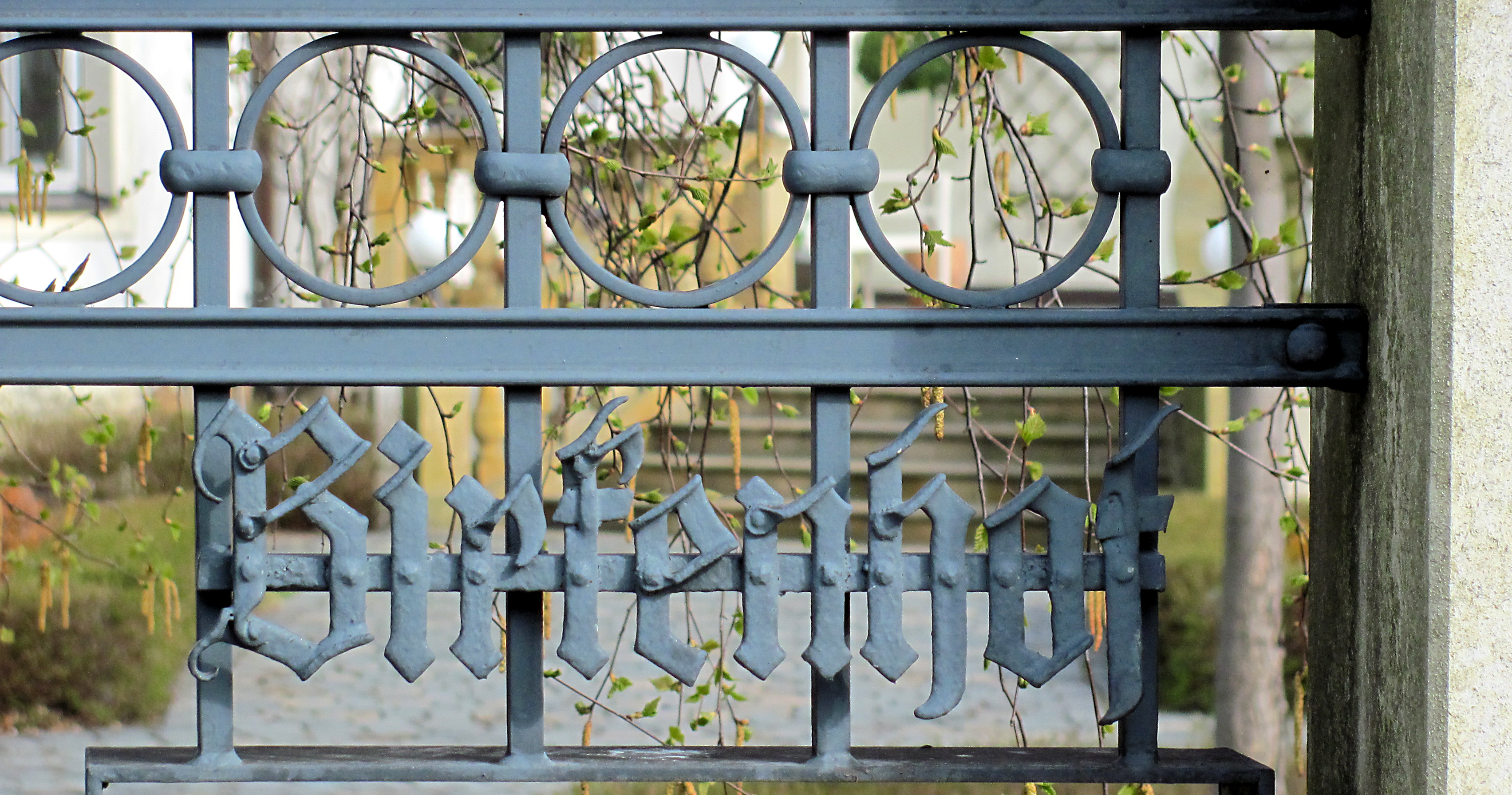
Hausname im Tor
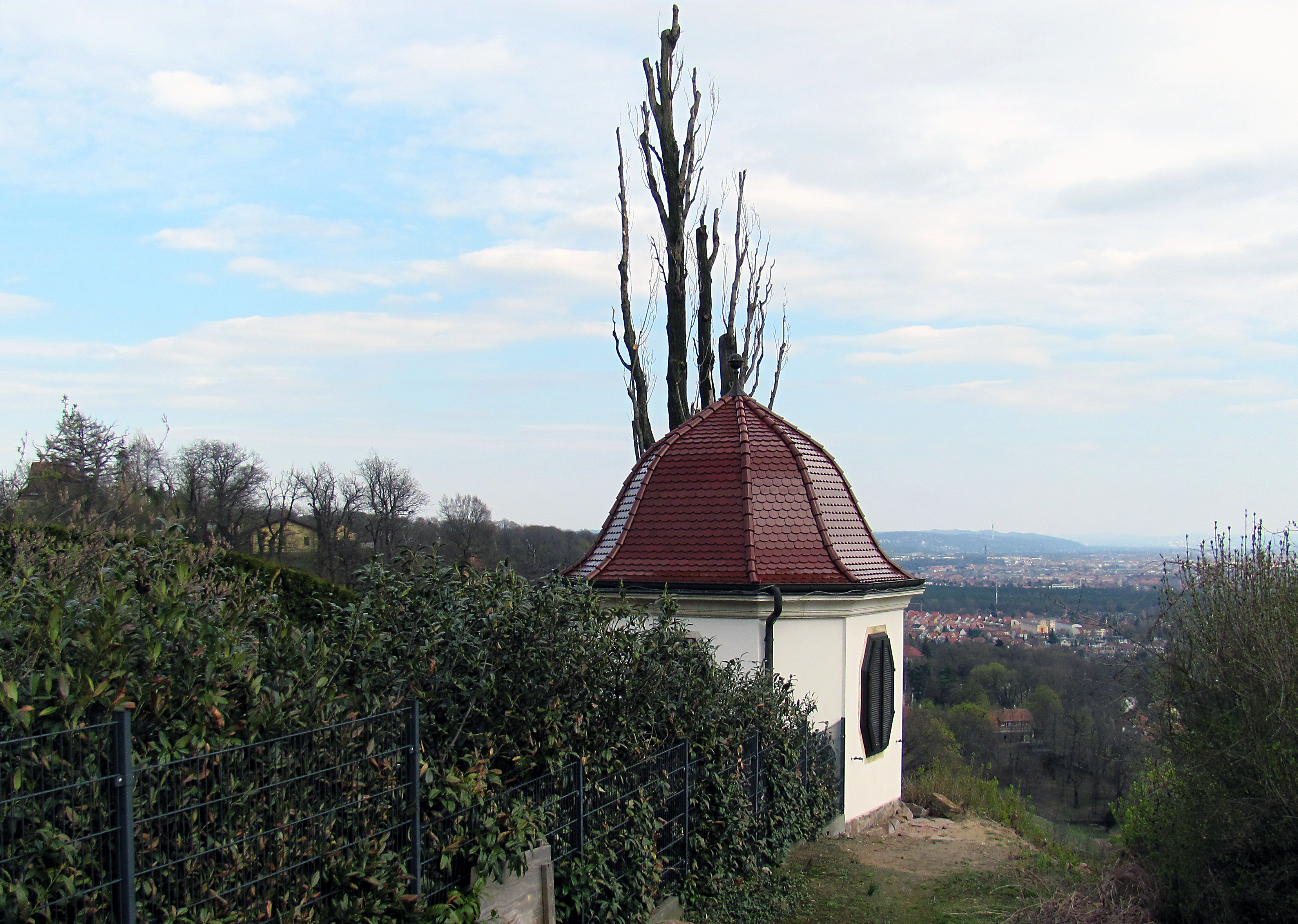
Teehäuschen an der Hangkante im Süden
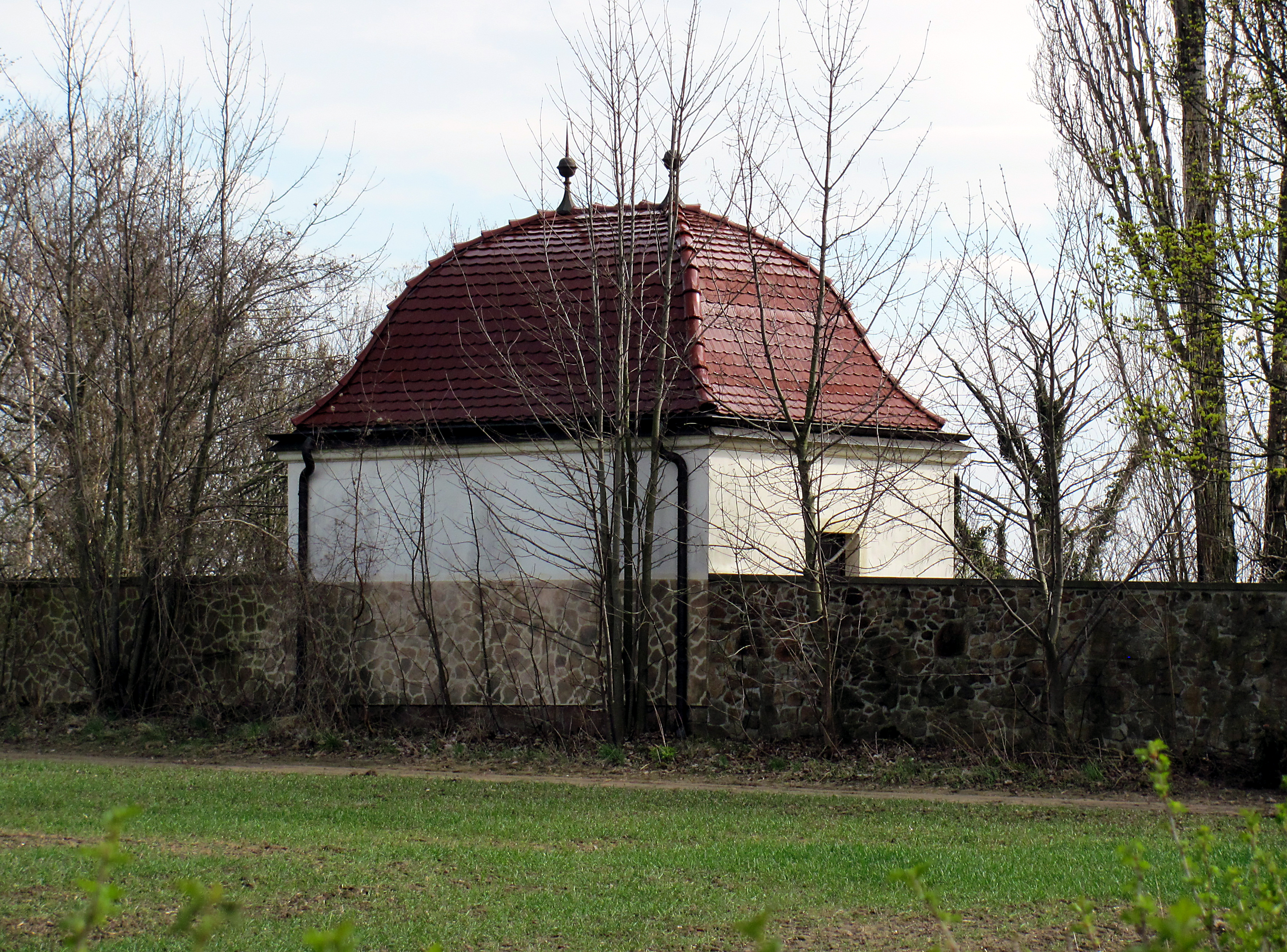
Pavillon an der nördlichen Umgrenzung